# Ugo Parolo
Ugo Parolo (Bellano, 1º marzo 1963) è un politico italiano.

## Biografia
Residente di Colico, comune del quale è stato sindaco dal 1993 al 2001 e consigliere comunale dal 2001 al 2016, è laureato in Architettura al Politecnico di Milano. Di professione è architetto operante nel settore delle costruzioni.

### Attività politica
Eletto deputato nel 1996 e nel 2001, entrambe le volte nel collegio uninominale di Morbegno, torna a Montecitorio nel 2018 quando viene rieletto deputato nel collegio uninominale di Sondrio.
Dal 2004 al 2009 è stato consigliere della provincia di Lecco, mentre dal 2006 al 2014 è stato assessore della provincia di Sondrio. Dal 2010 al 2018 è stato consigliere regionale della Lombardia.